# Abronia salvadorensis
Abronia salvadorensis är en ödleart som beskrevs av  Hidalgo 1983. Abronia salvadorensis ingår i släktet Abronia och familjen kopparödlor. Inga underarter finns listade i Catalogue of Life.